# Kindia (prefectuur)
Kindia is een prefectuur in de regio Kindia van Guinee. De hoofdstad is Kindia, die tevens de hoofdstad van de regio Kindia is. De prefectuur heeft een oppervlakte van 8.900 km² en heeft 439.614 inwoners.
De prefectuur ligt in het westen van het land en grenst aan Sierra Leone. 
De prefectuur Kindia heeft grote vruchtbare landbouwgebieden. Daar worden rijst, bananen, ananas, citrusvruchten en palmbomen verbouwd voor de productie van palmolie. In Friguiagbé, 13 kilometer ten zuidwesten van Kindia, wordt sinds 2001 bauxiet gewonnen door het Russische mijnbouwbedrijf Rusal en per spoor vervoerd naar Conakry, waar het vanuit de haven wordt verscheept. 

## Subprefecturen
De prefectuur is administratief verdeeld in 10 sub-prefecturen:

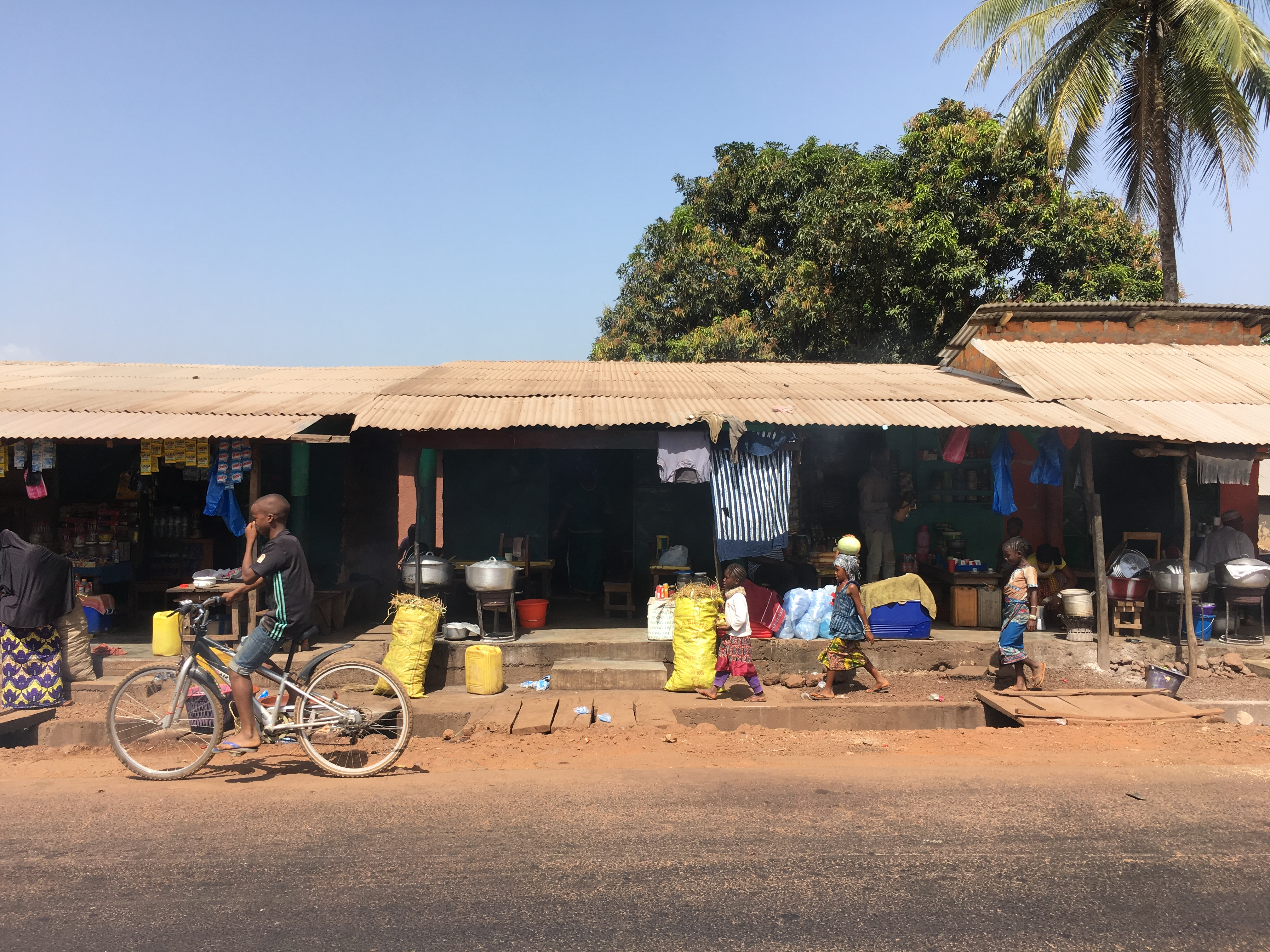
Straatrestaurantjes in Kindia

1. Kindia-Centre
2. Bangouyah
3. Damankanyah
4. Friguiagbé
5. Kolenté
6. Madina-Oula
7. Mambia
8. Molota
9. Samayah
10. Souguéta